# Lithodes longispina
Lithodes longispina är en kräftdjursart som beskrevs av Sakai 1971. Lithodes longispina ingår i släktet Lithodes och familjen trollkrabbor. Inga underarter finns listade i Catalogue of Life.